# Power in Numbers
Power in Numbers – trzeci album hip-hopowego składu Jurassic 5 i drugi wydany nakładem wytwórni Interscope Records. Płytę można było nabyć od 8 października 2002 roku. Na płycie oprócz samego zespołu można usłyszeć wiele znanych artystów, m.in. Nelly Furtado.

## Lista utworów
1. „This Is”
2. „Freedom”
3. „If You Only Knew”
4. „Break”
5. „React”
6. „A Day at the Races” (razem z Big Daddy Kane i Percee P)
7. „Remember His Name
8. „What’s Golden”
9. „Thin Line” (razem z Nelly Furtado)
10. „After School Special”
11. „High Fidelity”
12. „Sum of Us”
13. „DDT” (razem z Kool Keith)
14. „One of Them” (razem z JuJu ze składu Beatnuts)
15. „Hey”
16. „I Am Somebody”
17. „Acetate Prophets”

Kilka miesięcy po pojawieniu się albumu pojawiła się jego druga wersja zawierająca dodatkową płytę DVD zawierającą film opisujący życie artystów, wywiady z nimi i występy na żywo.